# جبل ال کودیات
جبل ال کودیات (به فرانسوی: Djebel El Koudiate) یک آتشفشان سپری در مراکش است که در Ifrane Province واقع شده‌است. جبل ال کودیات ۱٬۷۸۰ متر بالاتر از سطح دریا واقع شده‌است.